# 1. FC Köln
1. FC Köln er en tysk fodboldklub fra Köln. Klubben har en lang tradition i toppen af tysk fodbold, og har gennem årene haft en del professionelle danske spillere på holdet.
På dansk omtales klubben ofte fejlagtigt som FC Köln.

## Historie
Klubben blev grundlagt i 1948 som en sammenslutning af to mindre klubber, og ret hurtigt efter blev de blandt landets stærkeste. Således var de i pokalfinalen allerede i 1954 og finalen om det tyske mesterskab i 1960, inden det første mesterskab kom i hus i 1962.
Köln kom som følge af disse resultater med i den nyoprettede professionelle Bundesliga fra starten i 1963 og blev mester i ligaens allerførste år. I de første mange år var klubben blandt de mest succesrige i Bundesligaen og vandt pokalen i 1977, the double i 1978 og pokalen igen i 1983.
Men fra begyndelsen af 1990'erne begyndte det at gå ned af bakke, og i 1998 blev det for første gang til nedrykning til 2. Bundesliga. Siden da har klubben været lidt af en "elevatorklub" med fire ned- og oprykninger. Siden 2014/15 er klubben med i det gode selskab igen.
Nordmanden Ståle Solbakken, der er træner for FC København fra 2013, var klubbens træner fra sommeren 2011 til 2012.
Den nuværende træner er Peter Stöger fra Østrig.

## Nuværende trup
Oversigten er opdateret til og med 17. februar 2022
| Nr. | Land      | Position | Spiller                                    |
| --- | --------- | -------- | ------------------------------------------ |
| 1   | Tyskland  | MM       | Timo Horn                                  |
| 2   | Tyskland  | FO       | Benno Schmitz                              |
| 4   | Tyskland  | FO       | Timo Hübers                                |
| 5   | Tyskland  | FO       | Bright Arrey-Mbi (Lånt fra Bayern München) |
| 6   | Tyskland  | MI       | Salih Özcan                                |
| 7   | Østrig    | MI       | Dejan Ljubičić                             |
| 9   | Sverige   | AN       | Sebastian Andersson                        |
| 11  | Østrig    | MI       | Florian Kainz                              |
| 13  | Tyskland  | AN       | Mark Uth                                   |
| 14  | Tyskland  | FO       | Jonas Hector (Anfører)                     |
| 15  | Tyskland  | FO       | Luca Kilian (Lånt fra Mainz 05)            |
| 17  | Tyskland  | MI       | Kingsley Schindler                         |
| 18  | Slovakiet | MI       | Ondrej Duda                                |
| 19  | Nigeria   | FO       | Kingsley Ehizibue                          |

| Nr. | Land       | Position | Spiller                            |
| --- | ---------- | -------- | ---------------------------------- |
| 20  | Tyskland   | MM       | Marvin Schwäbe                     |
| 21  | Østrig     | MI       | Louis Schaub                       |
| 23  | Tyskland   | FO       | Jannes Horn                        |
| 24  | Tyskland   | FO       | Julian Chabot (Lånt fra Sampdoria) |
| 25  | Tyskland   | MI       | Tim Lemperle                       |
| 27  | Frankrig   | AN       | Anthony Modeste                    |
| 28  | Tunesien   | MI       | Ellyes Skhiri                      |
| 29  | Tyskland   | AN       | Jan Thielmann                      |
| 30  | Tyskland   | MI       | Marvin Obuz                        |
| 31  | Tjekkiet   | MI       | Tomáš Ostrák                       |
| 36  | Tyskland   | MI       | Niklas Hauptmann                   |
| 40  | Tyskland   | MM       | Jonas Urbig                        |
| 47  | Luxembourg | MI       | Mathias Olesen                     |

### Udlånt
| Nr. | Land     | Position | Spiller                               |
| --- | -------- | -------- | ------------------------------------- |
| —   | Tyskland | FO       | Yann Aurel Bisseck (Udlånt til AGF)   |
| —   | Tyskland | FO       | Noah Katterbach (Udlånt til FC Basel) |

| Nr. | Land       | Position | Spiller                                  |
| --- | ---------- | -------- | ---------------------------------------- |
| —   | Tyskland   | MI       | Jens Castrop (Udlånt til 1. FC Nürnberg) |
| —   | Grækenland | AN       | Dimitris Limnios (Udlånt til FC Twente)  |

## Resultater
- 1954: Tysk pokalfinalist
- 1960: Tysk mesterskabsfinalist
- 1962: Tysk mester
- 1963: Tysk mesterskabsfinalist
- 1964: Tysk mester
- 1965: Vicemester
- 1968: Tysk pokalvinder
- 1970: Tysk pokalfinalist
- 1971: Tysk pokalfinalist
- 1973: Vicemester; tysk pokalfinalist
- 1978: Tysk mester; tysk pokalvinder ("The double")
- 1980: Tysk pokalfinalist
- 1982: Vicemester
- 1983: Tysk pokalvinder
- 1986: Finalist i UEFA cuppen
- 1989: Vicemester
- 1990: Vicemester
- 1991: Tysk pokalfinalist

## Kendte spillere
- Klaus Allofs (1981-87) – 56 landskampe
- Thomas Allofs (1986-89) – 2 landskampe
- Klaus Fischer (1981-84) – 45 landskampe
- Thomas Häßler (1983-90) – 101 landskampe
- Bodo Ilgner (1983-96) – 54 landskampe
- Pierre Littbarski (1978-86 + 1987-1993) – 73 landskampe
- Dorinel Munteanu (1995-99) – 134 landskampe
- Sunday Oliseh (1995-97) – 62 landskampe
- Wolfgang Overath (1962-77) – 81 landskampe, klubbens præsident 2004 - 2011
- Lukas Podolski (2003-06 + 2009-) – over 100 landskampe
- Karl-Heinz Schnellinger (1958-63) – 47 landskampe
- Toni Schumacher (1972-83) – 76 landskampe
- Bernd Schuster (1978-80) – 21 landskampe, træner for klubben 1998-99
- Tony Woodcock (1979-82 + 1986-88) – 42 landskampe
- Alpay Özalan (2005-) – 86 landskampe

## Danske spillere
- Ole Sørensen (1965-66)
- Preben Elkjær (1976-78)
- Morten Olsen (1986-89)
- Flemming Povlsen (1987-89)
- Jann Jensen (1988-92)
- Henrik Andersen (1990-98)
- Kim Christofte (1992-94)
- Bjarne Goldbæk (1994-96)
- Peter Madsen (2005-06)
- Lise Overgaard Munk (2014-2016) (med kvindernes hold)
- Stina Lykke Petersen (2014-2015) (med kvindernes hold)
- Frederik Sørensen (2015- 2021)
- Nikolas Nartey (2017-2019)
- Jacob Steen Christensen (2023-)
- Rasmus Carstensen (2024-)